# Raymond Aubrac
Pour les articles homonymes, voir Aubrac (homonymie).
Pour les articles homonymes, voir Samuel (homonymie).
Raymond Aubrac, né Raymond Samuel le 31 juillet 1914 à Vesoul et mort le 10 avril 2012 dans le 5e arrondissement de Paris, est un résistant français à l'Occupation nazie et au régime de Vichy pendant la Seconde Guerre mondiale.
Ingénieur civil des ponts et chaussées (promotion 1937), il est spécialement connu pour s'être engagé avec son épouse Lucie Aubrac dès 1940 dans la Résistance intérieure française. Sous le pseudonyme Aubrac, aux côtés d'Emmanuel d'Astier de La Vigerie, il participe, dans la région lyonnaise, à la création du mouvement Libération-Sud, plus tard intégré dans les Mouvements unis de la Résistance (MUR) dont le bras armé fut l'Armée secrète : Aubrac y secondera le général Delestraint.
À la Libération, il est nommé commissaire de la République à Marseille, puis responsable du déminage au ministère de la Reconstruction. Compagnon de route du PCF, il crée en 1948 BERIM, un bureau d'études investi dans les échanges Est-Ouest avant de devenir conseiller technique au Maroc et fonctionnaire de la FAO.
Ami d'Hô Chi Minh depuis 1946, il est sollicité par Henry Kissinger pour établir des contacts avec le Nord Viêt Nam pendant la guerre du Viêt Nam, entre 1967 et 1972.
À la fin de sa vie, il s'engage en faveur des droits des Palestiniens et adhère à l'Union juive française pour la paix.

## Biographie

### Jeunesse

#### Enfance à Vesoul

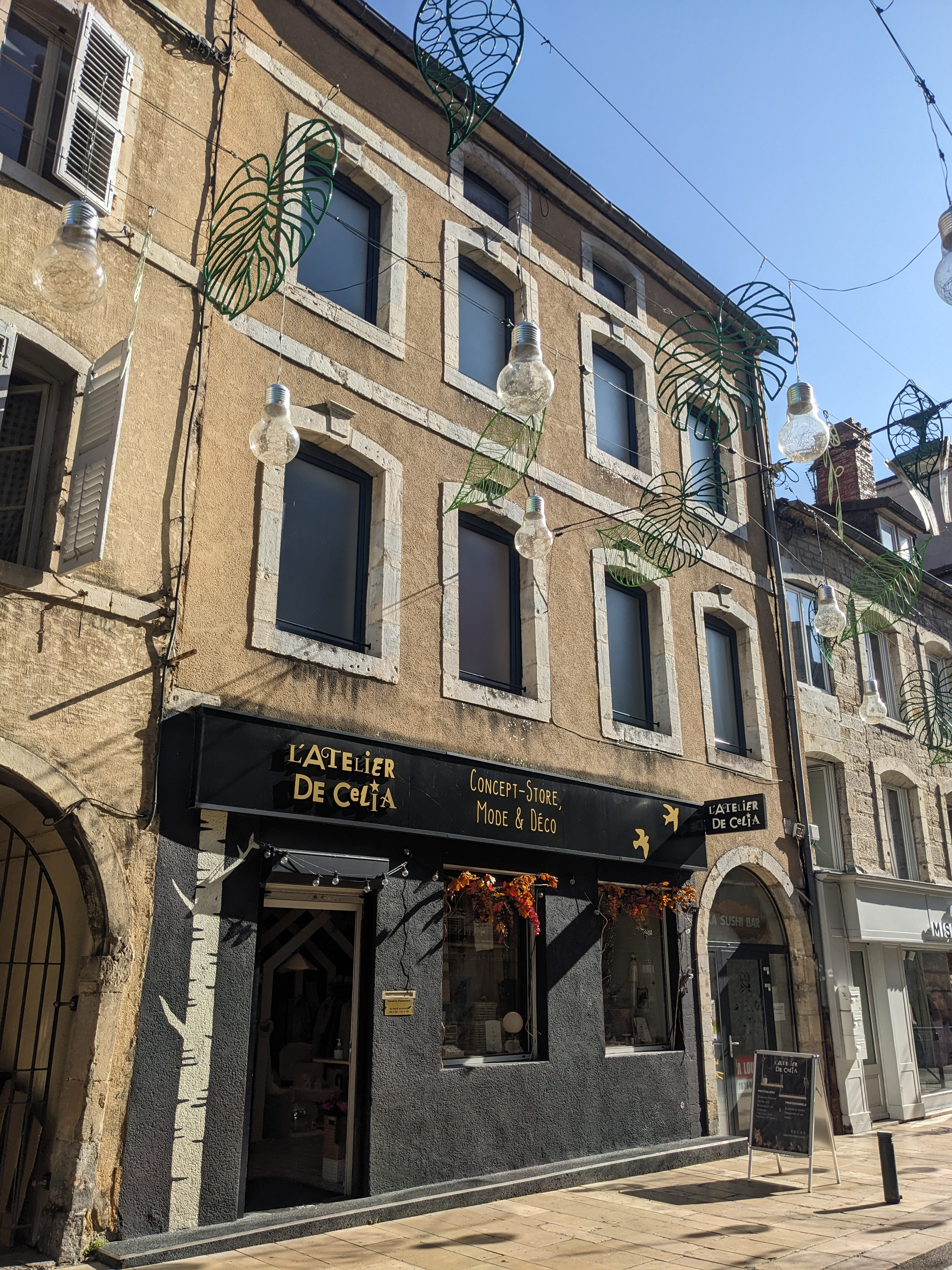
Maison natale de Raymond Aubrac à Vesoul (rue d'Alsace-Lorraine).

Né au 29 rue d'Alsace-Lorraine à Vesoul, Raymond Samuel est le fils de commerçants juifs aisés, propriétaires d'un magasin de confection à Vesoul et qui dirigent les « grands magasins lyonnais » à Dijon,. Son père, Albert, est né à Vesoul le 22 janvier 1884, sa mère, Hélène Falck, née le 2 mars 1894 à Crest dans un milieu de petits commerçants, est plus intellectuelle. La pratique religieuse des deux parents est peu prononcée. Le père est plutôt conservateur alors que la mère est sensible aux idées progressistes.
Raymond Aubrac entame sa vie scolaire dans les classes primaires du lycée Gérôme de Vesoul ; il reste jusqu'à l'âge de 9 ans dans cette ville. Le jeune Raymond passe ensuite son enfance et sa jeunesse dans une dizaine de villes de province. Il fréquente les Éclaireurs de France, laïques, mais aussi un cercle d'études juives.

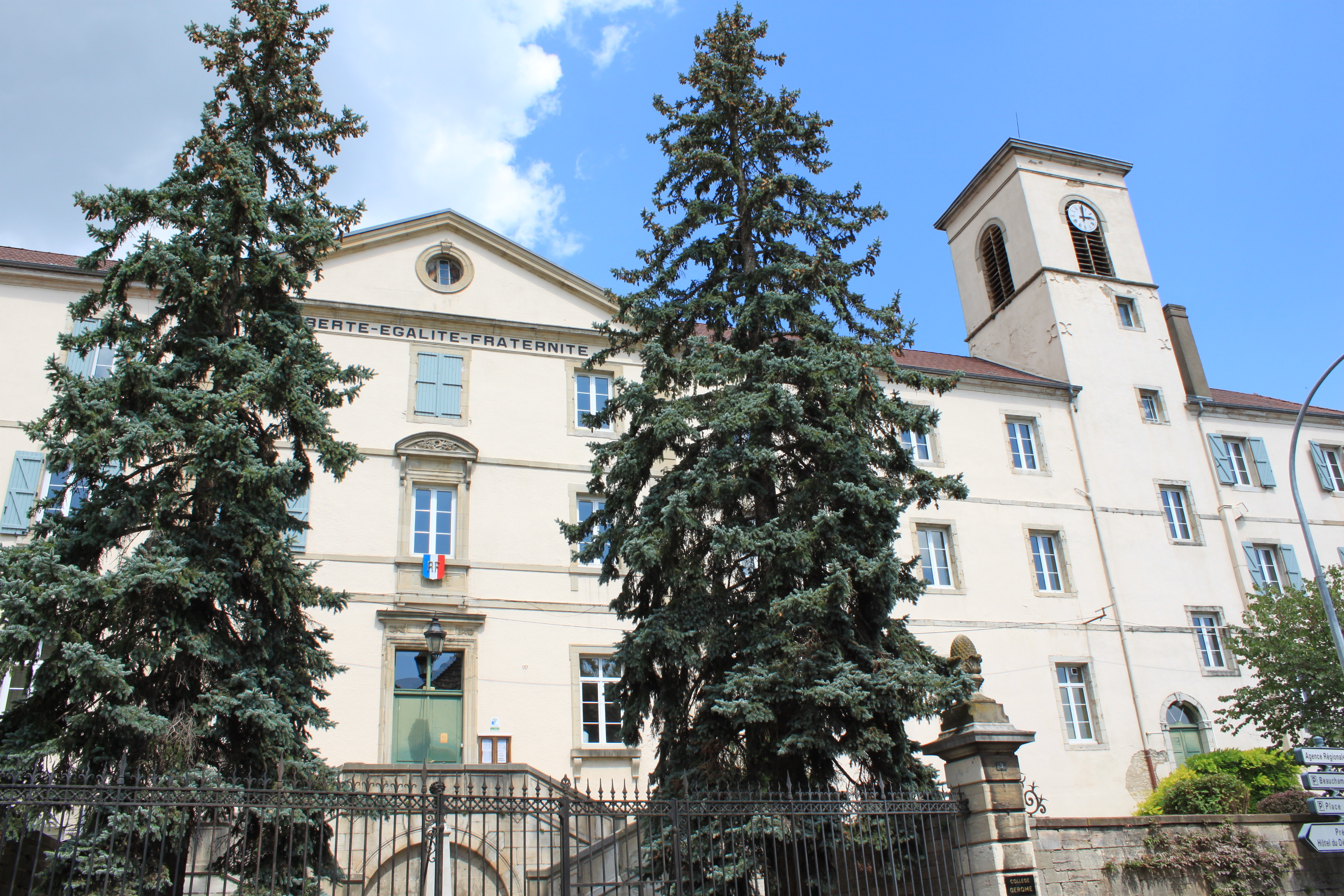
Le lycée Gérôme de Vesoul, où Raymond Aubrac débuta ses études.

#### Les études supérieures à Paris et aux États-Unis
Après le baccalauréat, il devient interne à Paris au lycée Saint-Louis, échoue au concours d'entrée de Polytechnique et entre à l'École nationale des ponts et chaussées en 1934, dont il sort diplômé en 1937, dans la même promotion que le prince laotien Souphanouvong, future figure de proue de l'aile gauche communiste de son pays, membre fondateur du Pathet Lao, puis premier président de la République démocratique populaire du Laos. Pendant ces années étudiantes, Raymond fréquente l'Université ouvrière, un cercle d'études marxistes où enseignent des intellectuels communistes comme Gabriel Péri ou Georges Cogniot. Demeurant proche du Parti communiste, il n'en devient toutefois pas adhérent. Comme la majorité des élèves de grandes écoles, il suit la « PMS » (préparation militaire supérieure), ce qui lui permet d'être officier pendant son service militaire. L'obtention d'une bourse d'études de l'American Field Service lui aura par ailleurs permis de partir, en août 1937, en échange aux États-Unis : tout d'abord au Massachusetts Institute of Technology (MIT), puis à l'université Harvard, où il suit notamment les cours de Joseph Schumpeter.

### La Seconde Guerre mondiale

#### La rencontre avec Lucie
Il fait son service militaire comme officier du génie sur la ligne Maginot au moment où éclate la Seconde Guerre mondiale. Il retrouve à Strasbourg Lucie Bernard qu'il a déjà rencontrée à Paris dans des réunions d'étudiants communistes et qu'il épouse le 14 décembre 1939 à Dijon. Fait prisonnier par les Allemands le 21 juin 1940, il s'évade fin août avec l'aide de sa femme et tous deux gagnent la zone libre.

#### La Résistance intérieure française

##### Installation à Lyon
Le couple Samuel s'installe à Lyon où Raymond a des tantes maternelles. Raymond trouve un emploi d'ingénieur dans un cabinet de brevets et Lucie obtient un poste au lycée de jeunes filles Edgar-Quinet. En octobre 1940, de passage à Clermont-Ferrand, Lucie retrouve Jean Cavaillès, professeur de philosophie et qui a été son collègue à Strasbourg. Celui-ci lui présente Emmanuel d'Astier de La Vigerie, journaliste, qui a créé deux mois plus tôt une organisation dénommée « La dernière Colonne », qui se consacre « à la propagande anti-vichy et anti-collaboration ». Cette rencontre est décisive. Raymond et elle consacrent alors tout leur temps libre aux activités de cette organisation : diffusion de tracts, recrutement… À partir du mois de mai 1941, après la naissance de Jean-Pierre, leur fils ainé, ils aident Emmanuel d'Astier à concevoir un journal dont la parution du premier numéro, deux mois plus tard, marque la naissance du mouvement Libération.

##### Le mouvement Libération
Sous divers pseudonymes dont celui d'Aubrac, Lucie et Raymond contribuent à faire de Libération le mouvement de résistance le plus important en zone sud après le mouvement Combat fondé par Henri Frenay. Les époux Aubrac, puisqu'il convient désormais de les appeler ainsi, appartiennent au noyau central du mouvement « non en vertu de nos mérites, écrira plus tard Raymond, mais comme souvent dans les organisations clandestines, du fait du hasard, des contacts et de l'amitié ». C'est ainsi que Raymond a eu l'occasion de rencontrer tous les dirigeants de Libération-Sud, mais aussi Yves Farge de Franc-Tireur, Henri Frenay, de Combat ou des envoyés de Londres comme Yvon Morandat. Emmanuel d'Astier apprécie les talents d'organisateur de Raymond Aubrac et en été 1942, il lui confie la direction de la branche paramilitaire du mouvement qui vient d'être créé.
Au printemps 1941, Raymond avait été congédié du cabinet de brevets où il travaillait, le patron de celui-ci, André Armengaud ayant expliqué qu'avec le développement de ses affaires avec Berlin, il ne souhaitait pas laisser son bureau de Lyon sous la responsabilité d'un Juif. Raymond se met alors au service d'une entreprise de travaux publics.

##### Naissance de l'Armée Secrète
À partir de janvier 1942 et de l'arrivée en France de Jean Moulin, Libération-Sud se trouve impliqué dans la démarche d'unification des mouvements de résistance de la zone sud aux côtés de Combat et de Franc-Tireur. L'Armée secrète est le nom donné au regroupement des branches militaires des différents mouvements. Le commandement en est confié au général Charles Delestraint et Aubrac est intégré à la sorte d'état-major réuni autour de Delestraint. En novembre 1942, la zone sud a été envahie par les Allemands, et les résistants sont pourchassés directement par la Gestapo dirigée à Lyon par Klaus Barbie, mais c'est par la police lyonnaise qu'Aubrac est arrêté le 15 mars 1943. Il obtient sa mise en liberté provisoire le 10 mai. Le 24 mai Lucie organise, avec la participation de son mari, l'évasion de l'hôpital de l'Antiquaille, de leurs compagnons Serge Ravanel, Maurice Kriegel-Valrimont et François Morin-Forestier,.

##### L'arrestation de Caluire
Le 21 juin 1943, Raymond est à nouveau arrêté, cette fois-ci par la Gestapo, à Caluire, avec Jean Moulin et d'autres participants à une réunion qui avait pour but de régler des conflits internes entre Jean Moulin et les mouvements de Résistance en zone Sud : le docteur Frédéric Dugoujon, leur hôte de la villa Castellane, Henri Aubry, du mouvement Combat, Bruno Larat, André Lassagne, de Libération-Sud, le colonel Albert Lacaze, du 4e bureau de l'Armée secrète et le colonel Émile Schwarzfeld, responsable du mouvement lyonnais France d'abord. René Hardy parvient à s'enfuir dans des conditions controversées qui le rendent suspect de trahison. Raymond Aubrac a déclaré dans une rétrospective sur Jean Moulin sur une chaine française que Pierre de Bénouville, résistant d'extrême droite, qui a insisté pour que Hardy aille à cette réunion, avait commis 2 fautes contre les règles de la résistance :
1.- C'est celui qui organise la réunion qui invite les participants.
2.- Un agent arrêté et relâché par la Gestapo est dangereux, car suivi, et doit donc être 'mis au vert', ne doit plus travailler pour le réseau.

##### Évasion, clandestinité et départ pour l'Angleterre
Raymond Aubrac est emprisonné à la prison Montluc de Lyon dans la cellule 77. Il s'évade le 21 octobre 1943 pendant son transfert de l'École de santé militaire à la prison grâce à une opération montée par Lucie Aubrac.
Après cette évasion, Lucie enceinte, Raymond et leur fils Jean-Pierre entrent dans la clandestinité, de refuge en refuge. Ils parviendront à rejoindre Londres en février 1944. Auparavant, ils auront appris, en décembre 1943, que les parents de Raymond et son frère Paul ont été arrêtés comme Juifs, dirigés sur Drancy avant de périr, assassinés, à Auschwitz. Albert et Hélène Samuel sont déportés de la gare de Bobigny par le convoi n° 66 du 20 janvier 1944. Lucie accouche, le 12 février 1944, d'une fille, Catherine (Catherine Vallade).
Il ne semble pas que pendant ces années de Résistance, Aubrac se soit associé à des tentatives de noyautage communiste de la Résistance non communiste : sollicités en ce sens par Maurice Kriegel-Valrimont, qu'ils avaient par ailleurs en estime, Raymond et Lucie Aubrac n'ont pas donné suite.

### La fin de la guerre

#### Alger (février-août 1944)
Lucie Aubrac avait été désignée pour siéger à l'Assemblée consultative d'Alger comme représentante de Libération-Sud. Son accouchement l'oblige à rester à Londres, mais Emmanuel d'Astier qui est depuis novembre 1943 à Alger où il a été nommé commissaire à l'intérieur du Comité français de la libération nationale (CFLN) demande à Raymond de venir le rejoindre et c'est donc ce dernier qui siège à l'assemblée où, selon ses propres dires, il s'ennuie. Après avoir été reçu par de Gaulle en avril 1944, il est nommé directeur des affaires politiques au commissariat de l'Intérieur où son rôle aurait notamment été d'atténuer les tensions entre d'Astier et Passy, ancien chef du Bureau central de renseignements et d'action (BCRA), le service de renseignements et d'action de la France libre. Au Conseil des ministres, la nomination d'Aubrac soulève les objections de Henri Frenay et de René Mayer qui déclarent « qu'il y a déjà trop d'israélites au commissariat à l'intérieur ». De Gaulle avait clos le débat, mais Aubrac ayant eu vent de l'incident démissionne de l'Assemblée et s'engage dans les parachutistes avec son grade de sous-lieutenant. Convoqué quelques semaines plus tard par de Gaulle, Aubrac se voit proposer un certain nombre de postes mais refuse de sortir de l'alternative entre directeur des affaires politiques et parachutiste. Après le débarquement en Normandie, un compromis sera trouvé et Aubrac aurait dû être représentant du Gouvernement dans la zone libérée, au centre de la France, par l'opération aéroportée Caïman qui n'aura finalement pas lieu. Le 6 août 1944, alors que se prépare le débarquement de Provence, Aubrac est nommé commissaire régional de la République pour une zone qui correspond, approximativement, à la Provence et la Côte d'Azur.

#### Commissaire de la République à Marseille (fin 1944)
Après le débarquement de Provence, le 15 août 1944, Aubrac est donc en fonction à Marseille jusqu'en janvier 1945 où il est remplacé par Paul Haag. Dans les mémoires qu'il publie en 1996, Raymond Aubrac met en avant les handicaps qui conditionnaient l'exercice de ses fonctions : son jeune âge, son impréparation pour exercer ses fonctions et son isolement : il n'avait guère eu le temps de choisir ses collaborateurs. Il souffre aussi de l'éloignement de sa femme Lucie au sujet de laquelle il écrit « Lucie, dont la perspicacité et l'intuition ont été, tout au long de ma vie, mon plus sûr soutien, n'était pas à mes côtés ». Lucie Aubrac a en effet pris sa place à l'Assemblée consultative de Paris, mais il semble qu'elle ait rejoint son mari à Marseille au bout de quelques semaines,. Aubrac met également en avant les questions qui l'ont le plus absorbé pendant son mandat : le ravitaillement, les forces de l'ordre, l'épuration, les réquisitions d'entreprises, le relèvement des salaires et les rapports avec les autorités alliées.
De Gaulle avait averti l'intéressé que le choix du commissaire de la République à Marseille avait été difficile : « Avec l'accord de la Résistance, le choix s'est porté sur vous [...] ». Il aurait été question de nommer Gaston Monmousseau à ce poste, mais de Gaulle mesure au plus près les postes de l'appareil d'État qu'il convient d'accorder aux communistes. Le contexte de la période où Aubrac est en poste à Marseille est en effet un moment crucial des rapports entre de Gaulle et les communistes : la dissolution des milices patriotiques, dominées par les communistes, le 28 octobre 1944 est condamnée par le PCF. Mais le même jour, le Conseil des ministres donne un avis favorable au retour de Maurice Thorez qui condamnera les milices patriotiques quelques semaines plus tard. Emmanuel d'Astier de la Vigerie, considéré comme proche du PCF, est remplacé au commissariat à l'Intérieur par un socialiste, Adrien Tixier. C'est dans ce contexte politique qu'il faut apprécier le passage d'Aubrac à Marseille.
Aubrac qui, à l'époque n'est pas encore identifié comme proche des communistes s'acquittera de sa tâche en s'appuyant largement sur la CGT, très forte à Marseille et sur les communistes locaux, en particulier Jean Cristofol nommé par Aubrac président de la délégation municipale c'est-à-dire maire de la ville, provoquant l'hostilité croissante de la part des socialistes locaux dont la figure de proue était déjà Gaston Defferre. La police que le commissaire régional trouve à son arrivée a été largement compromise avec le régime de Vichy. Pour que l'épuration soit menée par les forces de l'ordre plutôt que par les milices patriotiques, Aubrac institue le 23 août 1944 les Forces républicaines de sécurité (FRS), précurseurs des Compagnies républicaines de sécurité (CRS). Les FRS recrutent essentiellement dans les rangs des Francs-tireurs et partisans et des milices patriotiques. Selon les mots de l'historien Philippe Buton, « Première forme d'une « police démocratisée », ces FRS et leurs 3 100 policiers se distinguent des milices patriotiques par leur statut officiel, mais s'en rapprochent par le poids décisif du PCF en leur sein. » Les FRS assurent, malgré leurs faibles moyens, la sécurité de la région (correspondant approximativement à l'actuelle Provence-Alpes-Côte d'Azur), celle de Marseille particulièrement, et la protection de l'approvisionnement par le sud des armées de libération de la France. Le colonel Jean Garcin et le général Marcel Guillot, résistants, dirigeront l'action des FRS jusqu'à la mutation de ce corps de police en compagnies républicaines de sécurité, repris en mains par des cadres professionnels, notamment de l'ex-gendarmerie mobile républicaine.
À la Libération, surtout dans la zone sud, il se développe un mouvement de gestion ouvrière des entreprises souvent lié aux organisations ouvrières locales. À Marseille, l'animateur du mouvement est Lucien Molino, cadre communiste et secrétaire de l'Union départementale CGT des Bouches-du-Rhône. Aubrac le reçoit dès son arrivée à Marseille, le 24 août. Entre le 10 septembre et le 5 octobre, il ordonne les réquisitions de quinze entreprises comprenant au total 15 000 ouvriers. Pour Aubrac, c'est en consultant les responsables syndicaux qu'on peut choisir parmi les principaux ingénieurs de chaque entreprise celui qui réunit compétence, autorité et confiance du personnel. Les directeurs sont donc nommés après accord de la CGT, mais aussi, on institue des cours de syndicalisme, des permanents syndicaux et politiques sont rétribués par les entreprises. Cette affaire de réquisitions contribue à le faire passer pour proche des communistes aux yeux des socialistes de la région et sera l'un des éléments de son départ. Plus tard, dans ses mémoires, Aubrac explicitera ainsi la situation politique à Marseille : « La rivalité politique à Marseille est une vieille histoire. Il m'est apparu après la Libération, tandis que les partis classés plus à droite n'étaient pas encore restructurés dans la région, que les socialistes marseillais avaient cherché des alliés dans les couches les plus modérées de l'opinion [...] ».
Sa fonction de commissaire de la République le place également à la tête de l'épuration. Il réclame ainsi l'arrestation de Jean Giono qui surviendra le 8 septembre 1944. Il signe également l'arrêté du 4 septembre 1944 qui précise les conditions de l'épuration déjà définies par l'ordonnance du 27 juin 1944 : « [...] En conséquence, les sanctions prévues au titre de l'ordonnance précitée pourront être prononcées sans donner connaissance aux intéressés des faits qui leur sont reprochés et sans que leurs explications aient été recueillies »

### Après la guerre

#### Le déminage et le ministère de la reconstruction (1944-1948)
De retour à Paris, Aubrac rencontre le ministre de la Reconstruction Raoul Dautry qui lui propose le poste de commissaire aux Travaux pour la Bretagne. Quelques semaines plus tard, il est nommé inspecteur général, responsable des opérations de déminage sur l'ensemble du pays. Au milieu de l'année 1945, les effectifs directement affectés au déminage se composent de 3 000 démineurs civils et 48 500 prisonniers de guerre. Les pertes sont grandes : 500 tués et 700 blessés parmi les Français et environ 2 000 tués et 3 000 blessés parmi les Allemands. La question s'était posée de savoir si l'emploi de prisonniers de guerre était conforme aux conventions de Genève. Il ne l'était évidemment pas. L'argument qui emporta finalement l'adhésion du ministre Dautry était que les mêmes conventions de Genève n'autorisaient pas les armées à laisser derrière elles des mines qui tuaient des civils. Aubrac n'accepte pas la proposition de Dautry de le suivre au CEA qu'il avait pour mission de créer avec Frédéric Joliot-Curie. Il reste au ministère de la Reconstruction avec les ministres communistes François Billoux et Charles Tillon, jusqu'en 1948, où les communistes ayant quitté le gouvernement, le MRP Jean Letourneau prend la tête du ministère et nomme Aubrac inspecteur général. Le manque d'affinités avec le nouveau ministre pousse Aubrac à quitter la haute administration,.

#### BERIM (1948-1958)
En 1948, Aubrac, qui se définira à cette époque comme « compagnon de route » du Parti communiste quitte l'administration et le grade honorifique d'inspecteur général auquel il avait été promu et fonde un bureau d'études d'urbanisme, BERIM (Bureau d'études et de recherches pour l'industrie moderne) avec trois associés : Marc Weil, Marcel Mosnier et René Picard. Les quatre fondateurs sont communistes ou « communisants ». Dans les premières années, BERIM agit principalement dans les villes de la région parisienne à municipalité communiste et dans les communes sinistrées de Normandie, de Bretagne et des Vosges. Le bureau d'études participe à l'urbanisme en établissant des projets de réseaux – eaux, égouts, circulation – ou en intervenant auprès d'architectes investis dans les grands ensembles immobiliers.
Dès l'été 1948, BERIM développe ses activités dans les pays de l'Est de l'Europe, où Aubrac voyage beaucoup, mais c'est avec la Tchécoslovaquie qu'il aura l'activité professionnelle la plus intense. BERIM fait ainsi partie d'une nébuleuse d'entreprises de diverses natures : financière, bureau d'étude, export-import, proches du PCF et qui sont le point de passage obligé pour tout échange industriel ou commercial avec les pays de l'Est. Aubrac est ainsi en relation avec Jean Jérôme, responsable des finances occultes du PCF très investi dans les échanges commerciaux avec les Partis frères, Charles Hilsum, président de la Banque commerciale pour l'Europe du Nord. La plus grosse affaire qu'Aubrac doit traiter concerne une transaction compliquée à propos d'un laminoir impliquant, dans le contexte de la guerre froide, les États-Unis, la Tchécoslovaquie et l'Allemagne. Cette affaire s'étale de 1948 à 1952. L'un des interlocuteurs tchèques d'Aubrac est Artur London, arrêté en 1951 lors des Procès de Prague. Dans ses mémoires, Aubrac écrit que c'est en 1956, lorsqu'il a retrouvé London à sa sortie de prison, qu'il a découvert les horreurs de la police de Staline, ce qui marquera de façon déterminante ses réflexions politiques et ses choix de vie. La découverte des horreurs du stalinisme n'est pas contradictoire avec une image plutôt positive de ces « sociétés socialistes où la pesanteur d'une économie difficile faisait apprécier par contraste un effort d'équité sociale dans les domaines de l'éducation et de santé publique en même temps que l'absence de chômage ».
À partir de 1953, toujours dans le cadre de BERIM, Aubrac établit des contacts avec la Chine. Il s'agissait à l'époque d'établir des relations commerciales entre la France et la Chine. En août 1955, il organise le voyage d'Edgar Faure dans ce pays. Le récit d'Artur London, le besoin de changement et une baisse de son intérêt pour BERIM – qui se spécialise de plus en plus dans les échanges commerciaux plutôt que dans les activités de bureau d'études –, tels sont les éléments poussant Aubrac à quitter le BERIM en 1958 pour devenir conseiller technique au Maroc.

#### Le Maroc et la FAO
En 1958, le Maroc est un pays ayant récemment accédé à l'indépendance. Le vice-président du Conseil du gouvernement de Ahmed Balafrej, Abderrahim Bouabid, propose à Aubrac de travailler en liaison avec le Gouvernement du Maroc. Aubrac accepte et s'installe au Maroc pour cinq ans. De fait, de 1958 à 1976, sa carrière professionnelle sera consacrée à ce qu'on appelait couramment les pays en voie de développement. Conseiller technique au Maroc, il s'occupe aussi bien de l'implantation de nouvelles industries que du développement de surfaces irriguées. « Le jeune Maroc, écrit Aubrac, était planificateur ». Il se trouve donc à l'aise dans le milieu des ministres progressistes du jeune État et des conseillers français, souvent formés à l'ENA ou au commissariat au Plan. La grande affaire de son passage au Maroc est le développement de la culture de la betterave sucrière, une suggestion de René Dumont lors d'une visite effectuée en décembre 1959 et que l'ONI (Office national de l'irrigation), sous la présidence de Mohamed Tahiri, mis en place,.
À partir de 1962, Aubrac est en poste à Rome à la FAO, l'Organisation des Nations unies pour l'alimentation et l'agriculture, où, avec le titre de directeur, il s'occupe, entre autres choses de la mise en place de bases de données informatiques. Ce sera le système d'information pour le développement (Biblio AGRIS et CARIS).

#### Hô Chi Minh et le Viêt Nam

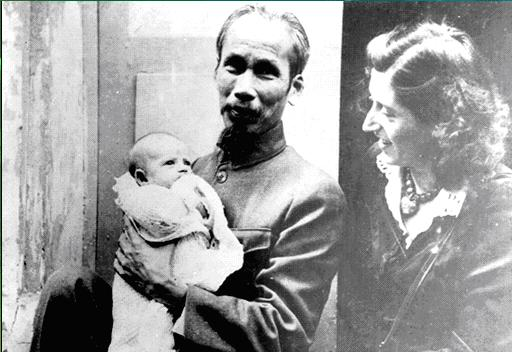
La fille de Raymond Aubrac, Élisabeth Aubrac, et son épouse Lucie Aubrac avec Hô Chi Minh (1946).

À la fin de la Seconde Guerre mondiale et après l'écroulement du Japon qui avait occupé l'Indochine française, Hô Chi Minh proclame la création de la République démocratique du Viêt Nam dont il devient président en mars 1946. Au mois de juillet, il est en France pour tenter de négocier, la reconnaissance par la France de l'indépendance du Viêt Nam. Aubrac est invité par une association de travailleurs vietnamiens qu'il avait connue, lorsqu'il était commissaire de la République à Marseille, à la réception en l'honneur du dirigeant vietnamien au parc de Bagatelle. Aubrac et Hô Chi Minh sympathisent et finalement, Hô Chi Minh demande à séjourner dans la maison des Aubrac à Soisy-sous-Montmorency plutôt qu'à l'hôtel où il souffre de n'avoir pas de jardin. Dans ses mémoires, Aubrac concède que cette installation n'était probablement pas un pur hasard, et que l'appartenance du Vietnamien à la haute hiérarchie du mouvement communiste international impliquait sans doute que ce soient les camarades français qui avaient pu arranger la chose, Lucie et Raymond Aubrac, clairement influencés par les analyses du Parti communiste pouvant être considérés comme des sympathisants actifs. Pendant l'été 1946, Hô Chi Minh partage la vie de la famille Aubrac. Pendant ce séjour, Lucie Aubrac met au monde une fille, « Babette » (Élisabeth Helfer-Aubrac), et Hô Chi Minh, en visite à la maternité décide qu'il en sera le parrain, sans aucune référence religieuse, évidemment. Jusqu'à la fin de sa vie, quelles que soient les circonstances, l'oncle Hô fera parvenir à Babette un petit cadeau ou un souvenir à chacun de ses anniversaires. Jusqu'en 1952, Tran Ngoc Danh, représentant de Hô Chi Minh à Paris, rend souvent visite à la famille Aubrac.
Connu pour être l'ami d'Hô Chi Minh, Aubrac est sollicité à deux reprises pendant la guerre d'Indochine pour aller rencontrer le dirigeant révolutionnaire. Par Vincent Auriol, président de la République d'abord, et René Mayer, président du Conseil, ensuite. Il ne donne pas suite à ces demandes.
Au milieu de l'année 1967, alors que la guerre du Viêt Nam s'intensifie, Henry Kissinger, professeur de sciences politiques et alors simple consultant du gouvernement Johnson prend contact avec Pugwash, un groupe de scientifiques américains, soviétiques, britanniques et français, qui s'efforçait de réduire les menaces sur la sécurité mondiale, en vue d'établir des contacts avec le Nord-Viêt Nam en vue d'une possible négociation. Cette démarche de Kissinger aboutit au voyage secret à Hanoï d'Aubrac et d'Herbert Marcovitch, microbiologiste de l'Institut Pasteur. Le 24 juillet, Aubrac rencontre Hô Chi Minh qu'il trouve affaibli – il a 77 ans – et le lendemain, avec Marcovitch, ils ont une rencontre plus longue avec Pham Van Dông, ministre des Affaires étrangères. L'objet des discussions est l'arrêt des bombardements américains sur le Nord-Viêt Nam et les négociations qui pourraient en résulter. Jusqu'au mois d'octobre, Aubrac a de nombreux entretiens à Paris avec Kissinger et le représentant nord-vietnamien en France, Maï Van Bô, sans effet immédiat,, mais le 31 mars 1968, dans une intervention télévisée, en même temps qu'il annonce sa décision de ne pas se représenter aux élections présidentielles, Johnson annonce l'arrêt des bombardements, ce qui débouchera, le 3 mai sur un accord avec le Nord-Viêt Nam pour que des négociations s'ouvrent à Paris. En décembre 1968, alors que Richard Nixon s'apprête à prendre ses fonctions avec Kissinger comme conseiller, Aubrac rencontre à nouveau Kissinger à New York. Jusqu'en 1972, il le rencontrera plus d'une douzaine de fois. Dans la même période, il assure ainsi la liaison avec Maï Van Bô et les Vietnamiens de Paris. Ces contacts ont lieu parallèlement à la conférence officielle de Paris, avenue Kléber et d'autres contacts plus secrets. Pendant la même période, Aubrac est impliqué avec la FAO dans le « projet Mekong » dont l'objectif est de régulariser le cours du Mékong à partir de sa sortie du territoire chinois.
En 1972, alors que la conférence de Paris s'éternise et que Nixon intensifie les bombardements qui menacent les digues du delta du Tonkin, le secrétaire général de l'ONU, Kurt Waldheim qui souhaite impliquer les Nations unies dans les négociations de Paris, fait appel, lui aussi, aux bons offices d'Aubrac. Devant l'inefficacité de Waldheim, Aubrac tente de faire intervenir le pape Paul VI. Le 4 juillet, il obtient une audience auprès du secrétaire d'État du Saint-Siège, Mgr Casaroli. Le 9 juillet, de sa fenêtre de la place Saint-Pierre, Paul VI consacre son exhortation dominicale au Viêt Nam, il appelle à une solution « sur la base du respect des principes d'indépendance, d'unité et d'intégrité territoriale » et insiste sur les clauses des accords de 1954 « qui préservent d'opérations militaires offensives ». En même temps, le pape fait parvenir par le nonce apostolique de Paris des messages aux différentes délégations. Le matin même du 9 juillet, il avait reçu le secrétaire d'État américain William P. Rogers et il lui avait « parlé fort » des bombardements. De fait, les bombardements ne cessent pas, mais l'aviation américaine reçoit l'ordre d'épargner les digues. À la suite des accords de Paris, du 23 janvier 1973, qui prévoient un cessez-le-feu, Aubrac assiste Waldheim à la conférence internationale réunie pour prolonger les accords de Paris et mettre sur pied un programme de reconstruction. C'est dans le prolongement de cette conférence qu'il se trouve à Hanoï le 30 avril 1975, jour où les blindés nord-vietnamiens entrent dans Saïgon. Il raconte : « Et comme tous les habitants de Hanoï, je sortis dans la rue […] des centaines de milliers de gens étaient dehors. La foule était silencieuse, paisible ou plutôt apaisée. J'ai vu dans ma vie bien des foules. Celles du Front populaire et de la Libération de Marseille. Jamais je n'ai rien vu de semblable. La paix, c'était donc cela. »

#### Derniers engagements, prises de position et reconnaissances
En juillet 2003, il participe à l'appel « Une autre voix juive », qui regroupe des personnalités juives solidaires du peuple palestinien, pour une paix juste et durable au Proche-Orient.
Il continue à participer à la vie citoyenne, prenant des positions tranchées comme lorsqu'il signe ainsi, à l'appel de plusieurs organisations dont l'Union juive française pour la paix (UJFP) dont il est adhérent, en août 2006, un appel contre les frappes israéliennes au Liban, paru dans Libération et L'Humanité. Il est membre du comité de parrainage du Tribunal Russell sur la Palestine dont les travaux ont commencé le 4 mars 2009.
En octobre 2008, il devient un des premiers membres du comité de soutien des vétérans des essais nucléaires et participe à une marche vers Matignon pour remettre au Premier ministre 16 000 pétitions en faveur de la reconnaissance et de l'indemnisation des vétérans des essais nucléaires.
Il a également signé l'appel collectif de résistants de la première heure à la célébration du 60e anniversaire du Programme du Conseil national de la Résistance du 15 mars 1944. Ce texte enjoint notamment « les jeunes générations à faire vivre et retransmettre l'héritage de la Résistance et ses idéaux toujours actuels de démocratie économique, sociale et culturelle. »
Avec son épouse, il signe la préface du livre collectif L'Autre Campagne (La Découverte, 2007) faisant des propositions alternatives à celles des divers candidats aux élections présidentielles de 2007.
Le 17 mai 2009, à l'occasion du rassemblement citoyen organisé par le collectif CRHA (Citoyens résistants d'hier et d'aujourd'hui), il prononce un discours au plateau des Glières et accepte, aux côtés de Stéphane Hessel, de devenir parrain de l'association.
L’association Claude Guyot a été créée à Arnay-le-Duc (Côte d'Or) en août 2010. Raymond Aubrac, ancien élève de Claude Guyot à Dijon, en fut membre fondateur et président d'honneur.
Raymond Aubrac a été nommé citoyen d'honneur de la ville de Villeneuve-d'Ascq le 10 janvier 2012.
La République lui rend les Honneurs, le 16 avril 2012, au cours d’une cérémonie dans la cour de l’Hôtel des Invalides. En cette occasion, le juriste Jacques Vistel, fils du résistant Alban Vistel, président de la Fondation de la Résistance et Jean-Louis Crémieux-Brilhac, ancien Français Libre, prononcent des discours.
Il meurt le 10 avril 2012 dans le 5e arrondissement de Paris,,,. Il a été incinéré puis a rejoint les cendres de son épouse Lucie, morte en 2007, au cimetière de Salornay-sur-Guye (Saône-et-Loire) le 12 mai 2012.

## Vie privée
Dans ses mémoires, Raymond Aubrac souligne que son mariage en 1939 a été une étape décisive dans son itinéraire « (leur) union fut — et est toujours restée — heureuse et fondée sur une profonde connivence : il n'est pas de décision qui n'ait été prise en commun ». Les témoins qui les ont connus font état de leurs tempéraments très différents. Par exemple, Serge Ravanel, leur compagnon de Libération-Sud évoque la première fois qu'il a rencontré le couple : « À Lyon, j'avais rencontré Raymond Aubrac et Lucie, sa femme. Lui, ingénieur des Travaux publics, calme, d'un humour distant, libéral au sens que le siècle des Lumières a donné à ce terme. Elle, pétillante de vie et d'autorité, continuait de mener une existence légale comme professeur d'histoire... »

## Raymond Aubrac et le communisme
Étudiant, Raymond Samuel a été initié au marxisme lorsqu'il fréquentait l'Université ouvrière, mais sans faire le pas d'adhérer, comme Lucie, aux Jeunesses communistes. De son année d'études effectuée aux États-Unis, en 1937-1938, lui reste un intérêt durable pour ce pays, si bien qu'il apparait comme un « libéral » à son compagnon de cellule, Serge Ravanel, lorsque tous deux sont internés à la prison Saint-Paul de Lyon, puis à l'hôpital de l'Antiquaille, avec Maurice Kriegel-Valrimont, étiqueté communiste et Raymond Hégo, Ravanel se considérant plutôt de droite, comme François Morin-Forestier.
Par la suite, Aubrac se rapprochera suffisamment du mouvement communiste pour que la conclusion qu'il a rédigée pour ses mémoires soit centrée sur son rapport avec les idées communistes et le Parti communiste français. Il explique d'abord qu'il s'est senti plus proche du progressisme de sa mère que du conformisme de son père, et si lorsqu'il était étudiant il était intéressé par le marxisme, mais n'a pas adhéré au Parti communiste, c'est « parce qu'il ne se sentait pas de la famille ». Antimunichois, comme le Parti communiste, mais hostile aux procès de Moscou et au Pacte germano-soviétique, il se félicite, lorsque la guerre éclate de ne pas avoir adhéré. Après l'attaque de l'Union soviétique par Hitler, il voit à l'œuvre les hommes et les femmes du Parti communiste, et reste marqué par la dimension de leur courage et de leur dévouement. Les intrigues et les crimes du communisme stalinien étaient alors, écrit-il, soigneusement cachés. C'est ainsi tout naturellement qu'il collabore avec les communistes lorsqu'il est commissaire de la République à Marseille, qu'il apprécie les ministres communistes de la Reconstruction, qu'il participe à la fondation du Mouvement de la Paix et qu'il travaille en bonne intelligence avec les municipalités communistes ou avec les « démocraties populaires » lorsqu'il dirige BERIM. Il admire les réalisations sociales de ces pays. Les Procès de Prague, au début des années 1950, ont une influence décisive sur sa relation avec le Parti communiste « si j'avais été membre du Parti, écrit-il, je l'aurais quitté. ». À propos de sa rencontre avec Hô Chi Minh, Aubrac relève que : « Bien entendu, l'installation de Hô Chi Minh chez nous, en 1946, ne s'explique pas sans une sorte de feu vert donné par ses amis communistes français […]. Par la suite […] si j'avais à un moment quelconque marqué publiquement mon opposition au Parti communiste, les Vietnamiens m'eussent retiré une confiance qui était la condition nécessaire à mes interventions. » Mais Aubrac tient à souligner que cette absence de critique vis-à-vis du Parti communiste n'était pas seulement dictée par des considérations diplomatiques : « Ce n'est pas pour conserver cette confiance que je n'ai jamais professé d'opinions anticommunistes. Même après l'effondrement du régime soviétique, même après la « libération » des démocraties populaires, je n'ai jamais éprouvé le besoin d'un tel geste. »
Dans son livre, Les Aveux des archives, publié en 1996, au même moment que les mémoires d'Aubrac, Où la mémoire s'attarde, Karel Bartošek s'étend sur les rapports entre les Partis communistes français et tchécoslovaque entre 1948 et 1968 et défend notamment la thèse selon laquelle le rôle d'Aubrac, au moment où il fréquentait Prague pour le compte de BERIM, dépassait largement le cadre strictement technique et qu'il défendait aussi les intérêts du Parti communiste français (PCF). Karel Bartošek est un dissident après le Printemps de Prague et il est exilé en France depuis 1982, le titre de son livre fait référence à Artur London dont il écorne quelque peu l'image. Pour la rédaction du livre, Bartošek a rencontré Aubrac à trois reprises, en octobre 1994, novembre 1995 et janvier 1996 et lui a montré les pièces d'archives le concernant. Les commentaires d'Aubrac ont été reproduits dans le livre, ils concernent évidemment BERIM et ne diffèrent pas des passages qu'Aubrac consacre au bureau d'études dans ses mémoires. L'ensemble des documents retrouvés dans les archives du Parti communiste tchèque (PCT), ou du ministère des Affaires étrangères concernant BERIM montrent que BERIM ne pouvait opérer à Prague qu'avec l'aval des communistes français, mais ceci n'est pas contradictoire avec la version qu'en donne Aubrac. Par contre, d'un procès-verbal d'entretiens de quatre pages, entre Rudolf Margolius, vice-ministre des Affaires étrangères et Aubrac, il ressort qu'Aubrac se comporte comme s'il représentait le PCF. Ainsi, à propos d'achats de métaux non ferreux « [...] le camarade Aubrac se réjouit de l'envoi de nos délégués qui décideront sur place et seront dotés de moyens financiers qui au début, devraient suffire en tant que caution. Le camarade Aubrac a déclaré que grâce à cette mesure s'offrirait finalement une possibilité d'aide plus efficace à nos camarades de France [...] ». Selon Bartošek, après avoir lu ce procès-verbal, Aubrac, alors âgé de 80 ans, aurait déclaré : « Je ne sais pas. C'est peut-être vrai, ce n'est peut-être pas vrai. Je ne peux pas faire de commentaires là-dessus, je ne sais pas ».
L'historien Laurent Douzou, auteur d'une thèse sur le mouvement Libération-Sud pour laquelle il a beaucoup fréquenté le couple Aubrac note qu'aucun autre élément connu des archives françaises ou soviétiques ne vient corroborer le rôle suggéré d'Aubrac par cet entretien. L'historien Stéphane Courtois considère que Raymond Aubrac était un agent soviétique faisant partie des « hors-cadres » du PCF, des gens de haut niveau dont le Parti communiste n'avait pas besoin qu'ils prennent leur carte, mais cette affirmation est contestée par l'historien François Delpla, auteur d'un ouvrage sur les Aubrac.

## Controverses

### La polémique autour de Caluire
Les arrestations de Caluire du 21 juin 1943, par lesquelles la Gestapo de Lyon dirigée par Klaus Barbie parvient à mettre la main sur sept dirigeants de la Résistance intérieure française est un événement majeur de l'histoire de la Résistance parce que les Allemands finiront par reconnaître en l'un d'entre eux Jean Moulin, envoyé du général de Gaulle et président du tout nouveau Conseil national de la Résistance. Les éléments, probablement multiples, qui ont conduit la Gestapo jusqu'à la maison du docteur Dugoujon où se tenait la réunion n'ont jamais été établis avec une totale certitude. C'est un événement majeur pour Aubrac, l'un des sept arrêtés, qui entraînera, de fait, la fin de ses activités de résistant sur le territoire français. L'organisation de son évasion a beaucoup contribué à la notoriété de sa femme Lucie après-guerre.
René Hardy, qui participait à la réunion est soupçonné dès le mois de juillet 1943 d'avoir trahi ; certains membres de Libération-Sud — dont Lucie Aubrac — sont convaincus de sa culpabilité et essayent de l'empoisonner, mais il bénéficie du soutien de la plupart des membres de Combat dont Henri Frenay. Après-guerre, à l'issue de son premier procès qui s'ouvre en janvier 1947, il est acquitté au bénéfice du doute. En avril 1950, un second procès a lieu devant le tribunal militaire et Hardy est à nouveau acquitté bien qu'ayant perdu le soutien de Combat. Ces deux procès permettent d'accumuler une masse documentaire importante sur l'affaire de Caluire.
En 1983, Klaus Barbie est extradé de Bolivie et il est jugé à Lyon en 1987, non pas pour les arrestations de Caluire ou des crimes perpétrés dans le cadre de la lutte contre la Résistance — pour lesquels il y a prescription — mais pour crimes contre l'humanité. Il est condamné à la peine maximum, la réclusion à perpétuité. Le 4 juillet 1990, Barbie demande à comparaître devant un juge accompagné de son avocat Jacques Vergès pour lui remettre un texte de 63 pages que l'on appellera Testament de Barbie, qui circulera dans les salles de rédaction dès la mort de Barbie en 1991, mais ne sera connu du grand public qu'en 1997, avec la publication du livre de Gérard Chauvy : Aubrac, Lyon, 1943. Dans ce « testament », Barbie présente Aubrac comme un agent à son service, qui aurait été « retourné » lors de sa première arrestation en mars 1943. Toujours selon ce document de Barbie, Lucie aurait été l'agent de liaison entre Aubrac et lui et elle aurait téléphoné à Barbie la date et le lieu de la réunion de Caluire,.
En mars 1997, juste après la sortie du film Lucie Aubrac, de Claude Berri, le journaliste et historien lyonnais Gérard Chauvy publie donc son livre Aubrac, Lyon, 1943 dans lequel il dévoile le Testament de Barbie et produit un certain nombre de documents d'archives connus ou inédits qui mettraient en évidence des incohérences dans les différents récits et témoignages que Lucie et Raymond Aubrac ont faits depuis leur arrivée à Londres en 1944 sur les événements survenus à Lyon entre mars et octobre 1943. En conclusion, Chauvy, sans adhérer à la thèse de la trahison du Testament de Barbie, indique : « Aujourd'hui, aucune pièce d'archives ne permet de valider l'accusation de trahison proférée par Klaus Barbie à l'encontre de Raymond Aubrac, mais au terme de cette étude, on constate que des récits parfois fantaisistes ont été formulés. » Le livre de Chauvy contenait cependant suffisamment d'ambiguïtés tendant à crédibiliser le Testament de Barbie pour que le couple Aubrac obtienne d'un tribunal la condamnation de Chauvy pour diffamation,.
Pour pouvoir répondre à la calomnie dont il dit être victime, Aubrac demande au journal Libération d'organiser une « réunion d'historiens ». Sous le nom de « table ronde », celle-ci se tient le samedi 17 mai 1997 dans les locaux du journal qui reproduit l'intégralité des débats dans un numéro spécial du 9 juillet. Les participants à cette table ronde ont été choisis par Libération et Raymond Aubrac : François Bédarida, Jean-Pierre Azéma, Laurent Douzou, Henry Rousso et Dominique Veillon, spécialistes de l'histoire des « années noires » et de l'histoire de la Résistance. Daniel Cordier, compagnon de la Libération, « historien amateur » (biographe de Jean Moulin) est également présent. À la demande des Aubrac, sont également présents l'anthropologue de l'histoire de l'antiquité Jean-Pierre Vernant, en tant que « Résistant de la première heure » et Maurice Agulhon, historien du XIXe siècle.
Les historiens des arrestations de Caluire retiennent de ce débat que Lucie Aubrac a précisé que les livres qu'elle avait écrits comme Ils partiront dans l'ivresse ou Cette exigeante liberté n'étaient pas des ouvrages historiques mais des récits qui se voulaient « justes », et que Raymond Aubrac ne savait pas expliquer pourquoi il avait donné plusieurs versions concernant la date exacte où il avait été reconnu par la Gestapo comme Aubrac. La raison pour laquelle Aubrac n'avait pas été transféré à Paris comme ses camarades reste également un sujet d'interrogation pour les historiens présents dont aucun ne déclare donner un quelconque crédit aux accusations de Barbie-Vergès.
Cette « table ronde » fut par ailleurs l'occasion d'une vaste polémique entre historiens sur la façon de traiter des témoins comme les Aubrac. Du côté des historiens ayant participé à la table ronde, Henry Rousso, par exemple, justifie l'interrogatoire quelque peu sévère du couple Aubrac, car, écrit-il un film comme Lucie Aubrac produit une confusion entre l'héroïne et la star, le héros, libre devant l'histoire n'ayant de compte à rendre à personne. Pour un historien comme Serge Klarsfeld, au contraire, il est inconvenant de soupçonner à l'excès des héros de la Résistance « Personnellement, quand je suis confronté à l'un de ces acteurs ayant joué le rôle du « méchant », je ne lui reproche jamais que les actes qu'il a commis et je me sens blessé de voir reprocher à ceux qui ont joué le rôle du « gentil » les actes qu'ils auraient pu commettre. »
En 2009, douze ans après la sortie du livre de Chauvy et dix-neuf ans après la rédaction du Testament de Barbie, aucun élément n'est venu étayer la thèse de Barbie ou donner un sens particulier aux contradictions relevées par Chauvy.

## Distinctions
- Grand-croix de la Légion d'honneur (13 juillet 2010)[87]
- Croix de guerre 1939-1945
- Médaille de la Résistance française avec rosette

- Chevalier de l'ordre du Mérite social
- Officier de l'ordre du Ouissam alaouite
- Ordre de l'Amitié de la République socialiste du Viêt Nam
- Membre fondateur de l'Académie des Hauts Cantons (fauteuil IV)

## Postérité

### Hommages

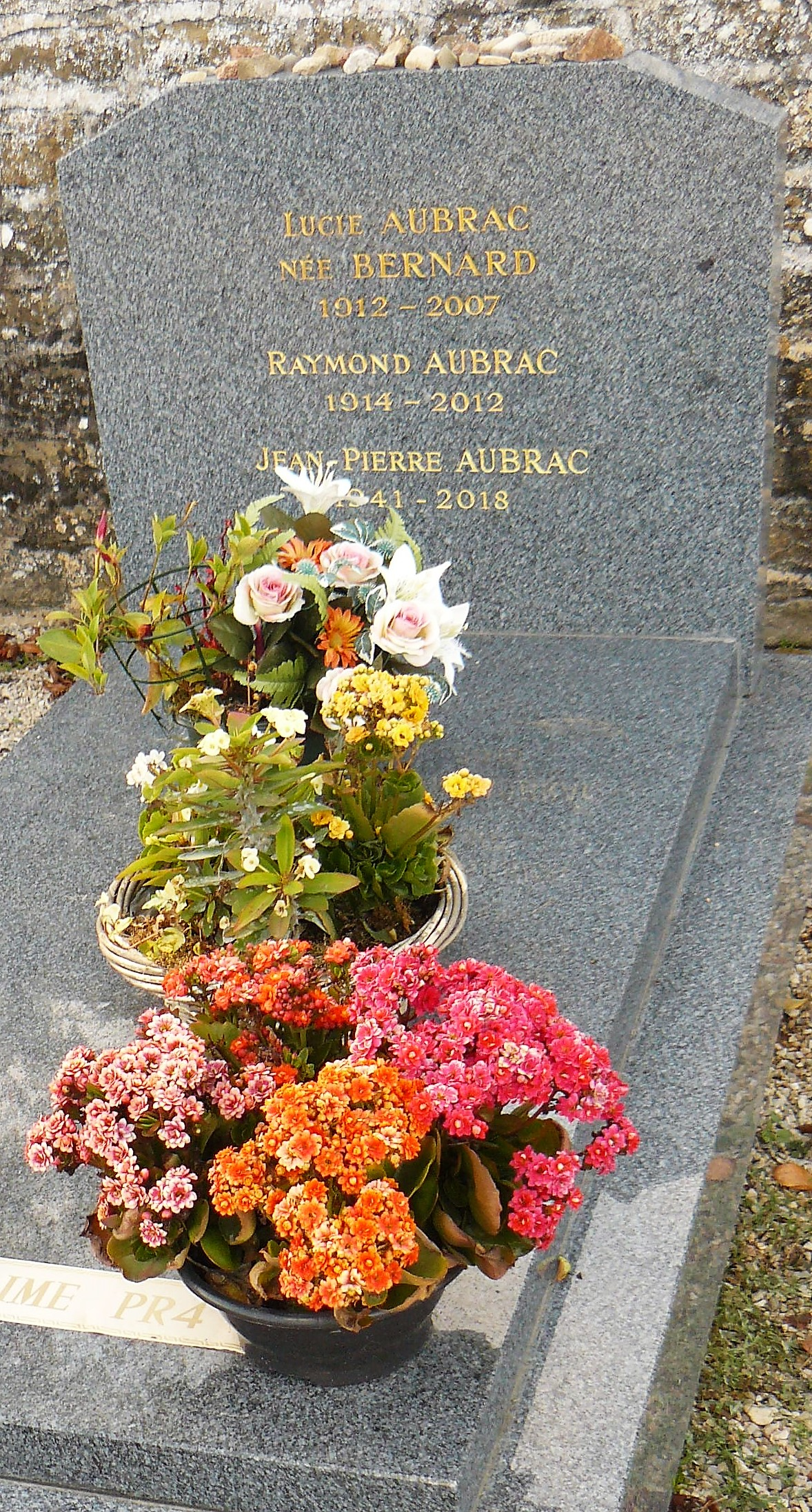
Sépulture de Lucie et Raymond Aubrac à Salornay-sur-Guye

- Le collège de Luynes (Indre-et-Loire) porte le nom de Lucie et Raymond Aubrac.
- La 42e promotion (2012-2013) de Institut régional d'administration de Lyon porte le nom de Raymond Aubrac[88].
- La promotion 2011-2012 de l'École nationale des finances publiques de Noisiel porte le nom de Raymond Aubrac.
- Dans le quartier des Haberges à Vesoul, ville natale de Raymond Aubrac, une rue porte les noms de Lucie et Raymond Aubrac.
- Dans le centre de Lure (Haute-Saône) une place Lucie et Raymond Aubrac a été nommée.
- Une résidence sociale à Laval (Mayenne) porte le nom de Lucie et Raymond Aubrac.
- En 12 septembre 1992, il est nommé Citoyen d'honneur de Vesoul[89].
- Dans le centre de Cugnaux (Haute-Garonne) une rue Lucie et Raymond Aubrac a été nommée.
- L'hôpital de Villeneuve-Saint-Georges porte le nom de Lucie et Raymond Aubrac.
- La place devant l'entrée de l'hôpital d'Estaing de Clermont-Ferrand porte le nom de Raymond et Lucie Aubrac
- Un nouveau collège portant le nom de Lucie Aubrac a ouvert ses portes à la rentrée 2013 dans la ville de Tourcoing.
- En 2018, La Poste émet un timbre poste en l'honneur de Lucie et Raymond Aubrac.
- À Roujan, une rue porte le nom de Raymond Aubrac, ainsi qu'une école primaire avec le nom de Lucie Aubrac.

### Centenaire de sa naissance
À la demande de la Mission aux commémorations nationales (Archives de France, ministère de la Culture et de la Communication) et sous l'autorité du Haut comité des commémorations nationales présidé par Danièle Sallenave de l'Académie française, Charles-Louis Foulon, docteur en études politiques et en histoire, a rédigé une biographie de Raymond Aubrac dans le Recueil des Commémorations nationales 2014.